# La Foa

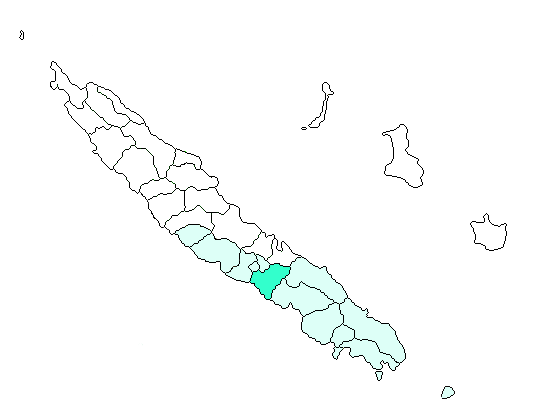
Situació de La Foa

La Foa és un municipi francès, situat a la col·lectivitat d'ultramar de Nova Caledònia. El 2009 tenia 3.323 habitants.

## Evolució demogràfica
| Població de La Foa (1956-2009) | Població de La Foa (1956-2009) | Població de La Foa (1956-2009) | Població de La Foa (1956-2009) | Població de La Foa (1956-2009) | Població de La Foa (1956-2009) | Població de La Foa (1956-2009) | Població de La Foa (1956-2009) | Població de La Foa (1956-2009) | Població de La Foa (1956-2009) |
| ------------------------------ | ------------------------------ | ------------------------------ | ------------------------------ | ------------------------------ | ------------------------------ | ------------------------------ | ------------------------------ | ------------------------------ | ------------------------------ |
| Població                       | 934                            | 1.407                          | 1.333                          | 1.993                          | 2.094                          | 2.155                          | 2.502                          | 2.903                          | 3.323                          |
| Any                            | 1956                           | 1963                           | 1969                           | 1976                           | 1983                           | 1989                           | 1996                           | 2004                           | 2009                           |

## Composició ètnica
- Europeus 48,8%
- Canacs 33%
- Polinèsics 13,8%
- Altres, 4,4%

## Història

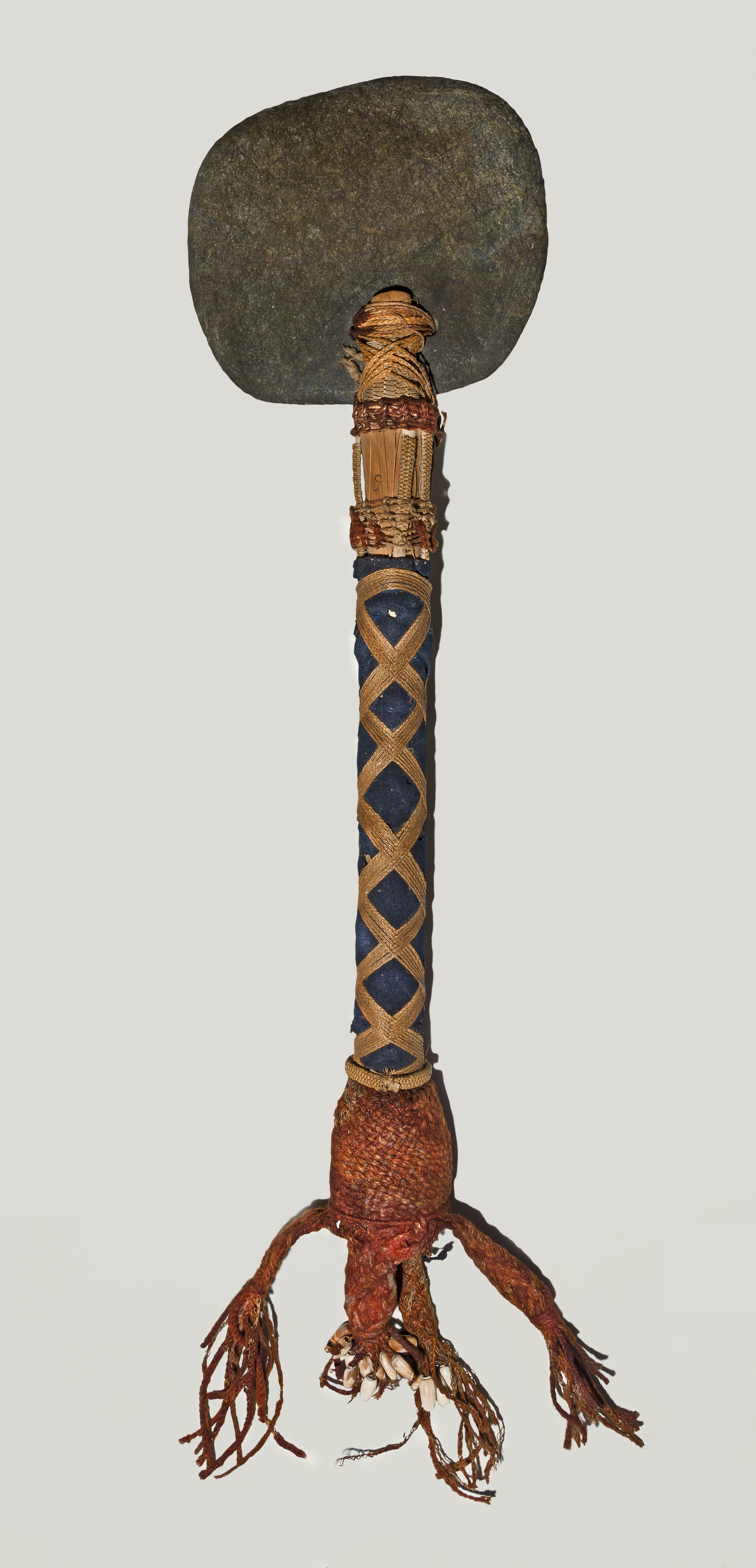
O'kono destral cerimonial - La Foa

La història de La Foa es remunta a 1871 amb la construcció de Fort Teremba. La ciutat va créixer amb la creació de la Granja Penal (1872) i l'arribada dels tàmils de l'illa de La Reunió el 1880. La creació d'una oficina de registre el 1882, la carretera d'enllaç amb Boulouparis el 1883, la transformació de la penitenciaria en un internat femení el 1892, i la presència de les tropes dels EUA durant la Segona Guerra Mundial (la construcció del pont Margueritte, a l'entrada de la ciutat) segueixen sent punts de referència històrica per la ciutat.

## Administració
| Període   | Identitat          | Partit                                      |
| --------- | ------------------ | ------------------------------------------- |
| 1961-1971 | Joseph Banuélos    |                                             |
| 1971-1977 | Antoine Coendoya   |                                             |
| 1977-1983 | Félix Basquin      |                                             |
| 1983-1984 | Charles Delathière |                                             |
| 1984-1989 | Félix Basquin      |                                             |
| 1989-2008 | Philippe Gomès     | RPCP, després Avenir ensemble               |
| 2008-     | Corine Voisin      | Avenir ensemble, després Calédonie ensemble |

## Agermanaments
- Tsuruoka